# Ruminobacter amylophilus
Ruminobacter amylophilus ist eine Bakterienart. Ruminobacter kommt im Pansen von Rindern und Schafen vor und ist hier an der Verdauung von Stärke beteiligt.

## Merkmale
Die Zellen von Ruminobacter amylophilus haben eine Größe von 0,9–1,2 × 1–3 µm. Sie neigen dazu, pleomorphe, geschwollene Formen zu bilden. Sie besitzen keine Geißeln, sie sind nicht beweglich.

## Stoffwechsel
Ruminobacter amylophilus kann Dextrin, Glykogen, Maltose und Stärke nutzen. Es bildet hieraus durch Gärung Acetat (Essigsäure), Formiat und Succinat (Bernsteinsäure) als Hauptfermentationsprodukte. Es können auch Spuren an Milchsäure und Alkohol gebildet werden. 
In Gegenwart von CO2 kann Ruminobacter amylophilus Maltose zu Succinat fermentieren: 2 Maltose + 2 CO2 → 2 Succinat + 2 Acetat + 2 Formiat. Diese Methode zur Herstellung von Bernsteinsäure wurde patentiert.

## Systematik
Ruminobacter amylophilus wurde bei der Erstbeschreibung im Jahr 1956 zuerst der Gattung Bacteroides zugeordnet. 1986 wurde die Art zu der neu aufgestellten Gattung Ruminobacter gestellt.
Ruminobacter amylophilus zählt zu der Familie Succinivibrionaceae der Klasse Gammaproteobacteria. Sie ist die einzige offiziell akzeptierte Art der Gattung Ruminobacter (Stand Mai 2024). Der Artname R. amylolytica bedeutet so viel wie „Stärke auflösend“, „Amylum“ ist der lateinische Name für Stärke, das griechische Wort „lyticus“ bedeutet so viel wie „auflösend“.
Der Gattungsname Ruminobacter weist auf den Lebensort im Pansen (Rumen) hin.